# Noord-Ndebele (volk)
De Noord-Ndebele (vroeger Matabele) zijn een volk in Zimbabwe en Botswana die zich in de 19e eeuw afsplitsten van de Zoeloes. Zij spreken het Noord-Ndebele als moedertaal.

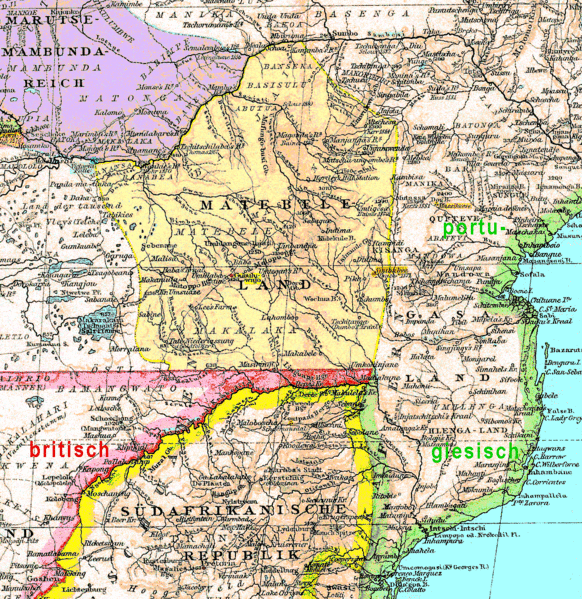
Het Koninkrijk Mthwakazi rond 1887

## Noord-Ndebele
De Khumalo, afkomstig uit het noorden van Zoeloeland, ondernamen tijdens de mfecane onder leiding van Mzilikazi (ca. 1790-1868) een 800 kilometer lange reis van Zoeloeland naar een gebied in het zuiden van het huidige Zimbabwe en Botswana. Tijdens deze reis die met massale genocide en de tactiek van de verschroeide aarde gepaard ging toonde Mzilikazi een groot politiek inzicht en de vele volken die hij overwon, smeedde hij samen tot een etnisch divers, maar centraal geleid koninkrijk. Zij vestigden zich in Transvaal ten zuiden van de Limpopo. In 1837-38 werden ze echter door de Voortrekkers naar het gebied ten noorden van de Limpopo verdreven en stichtten het Koninkrijk Mthwakazi, een gebied dat nu bekendstaat als Matabeleland en tegenwoordig in Zimbabwe ligt. Zij stichtten daar ook hun hoofdstad Bulawayo. Mzilikazi werd opgevolgd door zijn zoon Lobengula (ca. 1845 - 1894) die het rijk na de Eerste Matabele-oorlog verloor aan de British South Africa Company van Cecil Rhodes.